# Liste der europäischen Transis
Dieser Artikel führt eine Liste europäischer Transifiguren, Kadavergräber und Totendarstellungen im Kontext von Grabsteinen und Epitaphen.
Dargestellt werden Verstorbene in allen Graden der Verwesung bis hin zur vollständigen Skelettierung. Ist der Leichnam noch in keinem fortgeschrittenen Stadium der Verwesung, kann ihm häufig das Alter, in dem der Verstorbene aus dem Leben schied, abgelesen werden. Der Leichnam kann von Tieren wie Mäusen, Ratten, Schlangen, Würmern und Kröten begleitet und durchdrungen sein. Auch Spruchbänder und Leichentücher werden unterschiedlich dicht am Körper geführt; manche Verstorbene werden von ihnen umweht. Häufig verdeckt das Tuch intime Stellen des zumeist nackten Körpers. Der Leichnam kann auch kokonartig vom Leichentuch umschlossen sein. Kordeln binden gelegentlich das Tuch zu einem Leichensack, der in unterschiedlichen Graden geöffnet, aber auch geschlossen sein kann, sodass der tote Körper nicht zu sehen ist.
Das verwendete Material kann Stein, Alabaster oder Metall sein. Auch der Grad der Plastizität des Dargestellten variiert: Ritzzeichnungen in Stein sind ebenso vertreten wie Reliefs mit unterschiedlicher Kerbschnitttiefe oder halb-, dreiviertel oder vollrunde Liegefiguren.

## Liste
Gelistet sind Monumente zwischen dem Aufkommen der Totendarstellungen in Grab- und Bestattungskontexten im späten 14. Jahrhundert und dem 16. Jahrhundert. Undatierte und nicht zuordenbare Transis sind am Ende des jeweiligen Jahrhunderts gelistet, aus dem sie vermutlich stammen.

### 14. Jahrhundert
| Verstorbene(r)          | Beruf oder Stand   | Todesjahr | Bildhauer | Bestattungsort oder Aufbewahrungsort                      | Material | Bemerkungen                                                                                    |
| ----------------------- | ------------------ | --------- | --------- | --------------------------------------------------------- | -------- | ---------------------------------------------------------------------------------------------- |
| François I. de La Sarra | Ritter             | 1363      |           | La Sarraz, Kapelle Saint-Antoine                          | Stein    | Arkosolgrab, Kapellenstifter                                                                   |
| John the Smith          | Kaufmann           | 1371      |           | Brightwell Baldwin, St. Bartholomew                       | Metall   | Brasse (verloren), erhaltene Inschriftentafel mit Reflexion über die menschliche Sterblichkeit |
| Wouter Copman           | Stadtschatzmeister | 1387      |           | Brügge, Schuhmacherkapelle in der St.-Salvator-Kathedrale | Metall   | Vollbrasse, Leichnam bis auf das Gesicht vollständig in ein Leichentuch gehüllt                |
| Guillaume de Harsigny   | Arzt               | 1393      |           | Laon, Kathedrale                                          | Stein    |                                                                                                |

### 15. Jahrhundert
| Verstorbene(r)                                 | Beruf oder Stand                  | Todesjahr      | Bildhauer                  | Bestattungsort oder Aufbewahrungsort                                            | Material   | Bemerkungen                                                                      |
| ---------------------------------------------- | --------------------------------- | -------------- | -------------------------- | ------------------------------------------------------------------------------- | ---------- | -------------------------------------------------------------------------------- |
| Jean de la Grange                              | Kardinal                          | 1402           |                            | Avignon, Saint-Martial                                                          | Stein      |                                                                                  |
| Nicolas Flamel                                 | Alchemist                         | 1418           |                            | heute Paris, Musée national du Moyen Âge                                        | Stein      | Wandtafel mit Ritzungen                                                          |
| Ingeborch                                      |                                   | 1429           |                            | Nyköping, Franziskanerkloster (heute Nyköpingshus Museum)                       |            |                                                                                  |
| Richard Fleming                                | Bischof                           | 1431           |                            | Lincoln, Kathedrale                                                             | Stein      | Doppeldecker-Grabmal, in Kapellentrennwand eingebaut                             |
| John Fitzalan, 7. Earl of Arundel              | Ritter                            | 1435           |                            | Arundel, FitzAlan-Kapelle auf Arundel Castle                                    | Alabaster? | Doppeldecker-Grabmal                                                             |
| Joris de Munter und Jacqueline van der Brugghe |                                   | 1439 bzw. 1423 |                            | Brügge, St.-Salvator-Kathedrale                                                 | Metall     | Vollbrasse, Leichname bis auf das Gesicht vollständig in ein Leichentuch gehüllt |
| John Golafre                                   | Parlamentarier                    | 1442           |                            | Fyfield, St. Nicholas                                                           | Stein      | Doppeldecker-Grabmal                                                             |
| Henry Chichele                                 | Bischof                           | 1443           |                            | Canterbury, Kathedrale von Canterbury                                           | (gefasst)  | Doppeldecker-Grabmal                                                             |
| Guillaume Lefranchois                          | Kanoniker                         | 1446           |                            | Béthune, Saint-Barthélémy (heute Arras, Musée des Beaux-Arts d’Arras)           | Stein      |                                                                                  |
| Jacob Blandereel und Barbara van der Beke      | Kirchmeister                      | 1451 bzw. 1463 |                            | Brügge, Oude Sint-Walburgakerk (zerstört)                                       | Metall     | Vollbrasse, Leichname bis auf das Gesicht vollständig in ein Leichentuch gehüllt |
| Jakob I. von Sierck                            | Erzbischof von Trier              | 1456           | Niclas Gerhaert van Leyden | Trier, Liebfrauenkirche (heute Museum am Dom)                                   | Stein      | Doppeldecker-Grabmal, Transi verloren                                            |
| Thomas Bekynton                                | Bischof                           | 1464           |                            | Wells, Kathedrale von Wells                                                     | (gefasst)  | Doppeldecker-Grabmal                                                             |
| John Baret                                     | Tuchhändler                       | 1467           |                            | Bury St Edmunds, St. Mary                                                       | Stein      | Transi                                                                           |
| Étienne Yver                                   | Kanoniker                         | 1468           |                            | Paris, Notre-Dame, Kapelle Ste.-Clotilde                                        | Stein      | Reliefierte Grabplatte                                                           |
| Alice de la Pole                               | Herzogin                          | 1475           |                            | Ewelme, St. Mary                                                                |            |                                                                                  |
| Friedrich I.                                   | Kurfürst                          | 1476           |                            | Heidelberg, eigene Kapelle im Franziskanerkloster (im 17. Jahrhundert zerstört) |            | Doppeldecker-Grabmal                                                             |
| James Rice                                     | Bürgermeister, Händler und Pilger | 1482           |                            | Waterford, Christ Church Cathedral                                              | Stein      | Hochtumba mit Transi, Gnadenstuhl, Heilige und Apostel an den Seitenwänden       |
| Elizabeth FitzHerbert                          |                                   | 1491           |                            | Norbury (Derbyshire), St. Mary and Barlok                                       | Stein      | Ritzzeichnung der Verstorbenen in einem geschlossenen Leichensack                |
| John und Isabella Barton                       |                                   | 1491           |                            | Holme, St. Giles                                                                |            | Doppeldecker-Grabmal, Kirchengründer                                             |
| Heinrich III. Fabri                            | Abt                               | 1495           |                            | Blaubeuren, Klosterkirche St. Johannes Baptist                                  | Stein      |                                                                                  |
| Arnt Schinkel                                  | Kaufmann                          | 1497           |                            | Lübeck, Marienkirche (1942 zerstört)                                            | Stein      |                                                                                  |
| Richard und Cecilie Howard                     |                                   | 1499           |                            | Aylsham, St. Michael                                                            | Metall     | Brasse, Einlegearbeit                                                            |
| Jodocus van Troyes                             | Kanoniker                         |                |                            | Gent, Lapidarium der St.-Bavo-Kathedrale                                        |            | Grabplatte mit Ritzungen                                                         |
| Hugues de Saint-Jovinien                       |                                   |                |                            | Abbaye de l’Isle-Dieu (heute Vascœuil, Saint-Martial)                           |            |                                                                                  |
|                                                |                                   |                |                            | Clermont, Saint-Samson                                                          |            |                                                                                  |
|                                                |                                   |                |                            | Llandaff, Kathedrale von Llandaff                                               |            |                                                                                  |
|                                                |                                   |                |                            | Salle, St. Peter and Paul                                                       |            | Brasse, Einlegearbeit                                                            |
|                                                |                                   |                |                            | Towcester, St. Lawrence                                                         |            | Doppeldecker-Grabmal                                                             |

### 16. Jahrhundert
| Verstorbene(r)                                          | Beruf oder Stand                  | Todesjahr      | Bildhauer         | Bestattungsort oder Aufbewahrungsort                                   | Material  | Bemerkungen                                            |
| ------------------------------------------------------- | --------------------------------- | -------------- | ----------------- | ---------------------------------------------------------------------- | --------- | ------------------------------------------------------ |
|                                                         |                                   | (um 1500 ?)    |                   | Ouanne, Notre-Dame                                                     | Stein     | Relief                                                 |
| Philibert II.                                           | Herzog                            | 1504           | Conrat Meit       | Brou, Kloster Brou                                                     | Alabaster | Doppeldecker-Grabmal                                   |
| Thomas Wymer                                            | Wollweber                         | 1507           |                   | Aylsham, St. Michael                                                   | Metall    | Brasse, Einlegearbeit                                  |
| William Sylke                                           | Kleriker                          | 1508           |                   | Exeter, Kathedrale von Exeter                                          |           | Hochtumba mit Transi, in Kapellentrennwand eingebaut   |
| Johannes Übelher                                        |                                   | 1509           |                   | Meran, St. Nikolaus                                                    | Stein     | Relief                                                 |
| Nicolas Roeder                                          | Patrizier                         | 1510           |                   | Straßburg, Thomaskirche                                                | Stein     | vollständig unbekleideter Leichnam                     |
| Jeanne de Bourbon                                       | Gräfin der Auvergne               | 1512           |                   | Vic-le-Comte, Franziskanerkirche (heute Paris, Louvre, RF 1212)        | Stein     | Standfigur in Rundnische                               |
| Wolfgang Lueger                                         | Prior                             | 1515           |                   | Bad Reichenhall, St. Zeno                                              | Stein     |                                                        |
| Ludwig XII. und Anne de Bretagne                        | König und Königin                 | 1515 bzw. 1514 |                   | Saint-Denis, Kathedrale                                                |           |                                                        |
| Gregor von Starhemberg                                  | Ritter                            | 1522           |                   | Neufelden, St. Anna in Steinbruch                                      | Stein     | Gisant und Transi separat erhalten                     |
| George Sydenham                                         | Erzdiakon und Hofkaplan           | 1524           |                   | Salisbury, Kathedrale von Salisbury                                    | Stein     | Transi                                                 |
|                                                         |                                   | 1526           |                   | Gisors, Clarus von Rochester-Kapelle in Saint-Gervais et Saint-Protais | Stein     |                                                        |
| Richard Fox                                             | Bischof                           | 1528           |                   | Winchester, Kathedrale von Winchester                                  |           | Arkosolium                                             |
| William Weston                                          |                                   | 1540           |                   | London, St. John Clerkenwell (Grabmal zerstört)                        |           |                                                        |
| René von Châlon                                         | Fürst                             | 1544           | Ligier Richier    | Bar-le-Duc, St.-Étienne                                                |           | stehender Leichnam mit Handspiegel in einer Wandnische |
| Franz I. und Claude de France                           | König und Königin                 | 1547 bzw. 1524 |                   | Saint-Denis, Kathedrale                                                |           |                                                        |
| John Wakeman                                            | Abt und Bischof                   | 1549           |                   | Tewkesbury, Tewkesbury Abbey                                           |           | Transi, von Maßwerkbogen überfangen                    |
| Johann III. von Trazegnies und Isabel von Werchin       | General und kaiserlicher Kämmerer | 1550 bzw. 1559 |                   | Courcelles, Trazegnies, St. Martin                                     | Stein     | Doppeldecker-Grab                                      |
| Thomas Bennett                                          | Kanoniker                         | 1554           |                   | Salisbury, Kathedrale von Salisbury                                    |           | Hochtumba mit Transi in einer Wandnische               |
| Stephan Gardiner                                        | Bischof                           | 1555           |                   | Winchester, Kathedrale von Winchester                                  | Stein     |                                                        |
| Reinoud III. van Brederode und Philippote van der Marck | Heer                              | 1556 bzw. 1537 |                   | Vianen, Grote Kerk                                                     |           | Doppeldecker-Grabmal                                   |
| Claude Bouton und Jacqueline de Lannoy                  | Diplomat                          | 1556           |                   | Brüssel, Notre-Dame du Sablon                                          |           |                                                        |
| Heinrich II. und Caterina de’ Medici                    | König und Königin                 | 1559 bzw. 1589 |                   | Saint-Denis, Kathedrale                                                |           |                                                        |
| „L’Homme aux Moulons“                                   |                                   | um 1560        | Jacques du Broeuq | Boussu                                                                 |           |                                                        |
|                                                         |                                   |                |                   | Denston, St. Nicholas                                                  |           |                                                        |